# Carl Geijer
Carl Fredrik Geijer, född 13 januari 1726 på  Uddeholms herrgård i Norra Råda socken, död 16 maj 1813 på Sjögränd nära Uddeholm, var en svensk brukspatron.
Carl Geijer var son till Bengt Gustaf Geijer. Efter studier vid Uppsala universitet och vid Bergskollegium 1743–1744, samt praktisk tjänstgöring vid Uddeholm, där han vid äldste brodern Bengt Gustafs avsägelse 1753 stod som kandidat till direktörsposten. 1760–1793 var han gårdsfogde vid huvudbruket. Carl Geijer saknade egentligen fallenhet för att driva bruket och "patron Carl" gjorde sig känd som original, specialist på oförargligt umgänge. I en omständlig dagbok har han beskrivit brukslivet med kajavaljersumgänge, tecknat krönikor över livet och beskrivit sig själv som reformator av driften. Hans reformationer av driften inskränkte sig dock till vittutseende projekt och spridda donationer. Först 1793 kunde Carl Geijer lösa ut sina släktingar från Uddeholm och bli ensam ägare av bruket. Han gav ett flertal donationer till kyrkliga, akademiska och sanitära ändamål.